# Crypteria israelica
Crypteria israelica là một loài ruồi trong họ Limoniidae. Chúng phân bố ở miền Cổ bắc.